# Balt de Winter
Balthazar Joannes (Balt) de Winter (Bakkum, 11 januari 1926 – Alkmaar, 17 augustus 2013) was een Nederlands politicus van de KVP.
Hij werd in 1957 waarnemend gemeentesecretaris en gemeente-ontvanger bij de gemeente Oudorp. In 1968 werd Koos Kok, gemeentesecretaris-burgemeester aldaar, benoemd tot burgemeester van Edam waarna De Winter fungeerde als gemeentesecretaris van Oudorp. In oktober 1972 ging Oudorp op in de gemeente Alkmaar waar hij als referendaris ging werken. In juni 1973 werd De Winter benoemd tot burgemeester van Ursem wat hij zou blijven tot de opheffing van die gemeente in 1979. De Winter overleed in 2013 op 87-jarige leeftijd.